# Partito Comunista della Venezia Giulia
Il Partito Comunista della Venezia Giulia (PCVG; in sloveno Komunistična partija Julijske krajine, KPJK) nacque dalla costola giuliana del Partito Comunista Italiano il 13 agosto 1945.

## Storia
Venne fondato nel 1945, col nome di Partito Comunista della Venezia Giulia , dalla fusione dalle sezioni locali del Partito Comunista Italiano e della Lega dei Comunisti della Slovenia.
Pur nominalmente autonomo dal Partito Comunista Italiano e dalla Lega dei Comunisti di Jugoslavia fu nei fatti controllato da quest'ultimo, di politica titoista e fu autore di un'intensa opera di propaganda per l'annessione della Venezia Giulia alla Repubblica Popolare Federale di Jugoslavia.
Si sciolse il 15 settembre 1947 con l'entrata in vigore del Trattato di pace di Parigi e le sezioni del Partito confluirono in parte nel Partito Comunista del Territorio Libero di Trieste e in parte, nei territori giuliani occupati dalla RPFJ - soprattutto dopo la rottura Tito-Stalin del 1948 - nella Lega dei Comunisti di Jugoslavia.